# Bomba de Sprengel

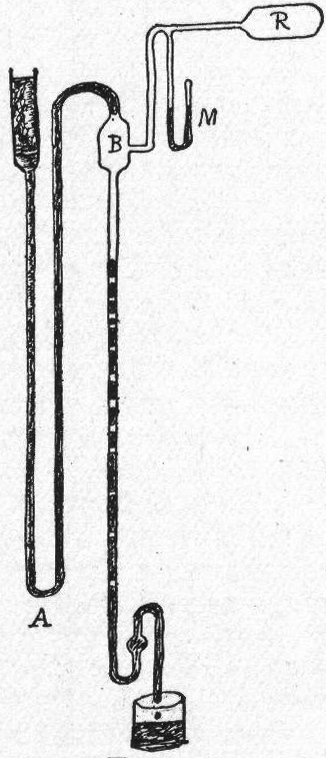
El suministro de mercurio está contenido en el depósito de la izquierda. Fluye en el bulbo B, donde cae en gotas en el largo tubo de la derecha. Estas gotas atrapan entre ellas el aire en B. El mercurio que cae se recoge y se vierte de nuevo en el depósito de la izquierda. De esta manera prácticamente todo el aire puede ser retirado del bulbo B, y por lo tanto de cualquier recipiente R, puede estar conectado con B. En M está un manómetro que indica la presión en el recipiente R, que se está agotando. Una bomba de este tipo es capaz de producir un alto vacío en el que la presión es del orden de 1 mPa.

La bomba de Sprengel (en inglés: Sprengel pump) es una bomba de vacío que utiliza gotas de mercurio que caen a través de un tubo capilar de pequeño calibre para atrapar el aire del sistema que debe ser evacuado. Fue inventada en 1865 por el químico británico-alemán, nacido en Hanover, Hermann Sprengel (1834–1906) mientras trabajaba en Londres. La bomba creaba el mayor vacío posible en su momento.

## Forma de operación
Las gotas de mercurio que caen comprimen el aire a la presión atmosférica que se libera cuando la corriente llega a un recipiente en la parte inferior del tubo. A medida que la presión disminuye, el efecto amortiguador del aire atrapado entre las gotitas disminuye, de manera que se puede oír un sonido de martilleo o de golpeo, acompañado de destellos de luz dentro del recipiente evacuado.

## Aplicaciones
La velocidad, simplicidad y eficiencia de la bomba de Sprengel la convirtieron en un dispositivo popular entre los experimentadores. El modelo más antiguo de Sprengel podía evacuar un recipiente de medio litro en unos 20 minutos. El dispositivo posteriormente fue capaz de reducir la presión a menos de 1 mPa (9.87 x10−9 atm).
William Crookes usó las bombas en serie en sus estudios de descargas eléctricas. William Ramsay las utilizó para aislar los gases nobles, y Joseph Swan y Thomas Edison las utilizaron para evacuar sus nuevas lámparas de filamento. La bomba de Sprengel fue la herramienta clave que hizo posible en 1879 extraer suficientemente el aire de la ampolla de una bombilla, de modo que el filamento durase lo suficiente para ser comercialmente práctico. El propio Sprengel se pasó luego a investigar explosivos y finalmente fue elegido como Fellow of the Royal Society.